# ایست فری‌هولد (نیوجرسی)
ایست فری‌هولد (به انگلیسی: East Freehold) یک منطقهٔ مسکونی در ایالات متحده آمریکا است که در فریهولد، نیوجرسی واقع شده‌است. ایست فری‌هولد ۷٫۷۰۱ کیلومتر مربع مساحت و ۴٬۸۹۴ نفر جمعیت دارد و ۵۰ متر بالاتر از سطح دریا واقع شده‌است.